# Lucky Luciano (film)
Lucky Luciano è un film del 1973 diretto da Francesco Rosi.
Il film è incentrato sulla figura di Salvatore Lucania, detto Lucky Luciano, boss della criminalità italo-americana di New York condannato a 50 anni di prigione ma graziato alla fine della Seconda guerra mondiale. Il 3 gennaio 1946, Thomas E. Dewey, diventato governatore dello Stato di New York, graziò Luciano per i servigi resi alla Marina, a condizione che lasciasse gli Stati Uniti per stabilirsi in Italia.
(Francesco Rosi)

## Trama
Salvatore Lucania, alias Lucky Luciano (Gian Maria Volonté), è l'indiscusso capo della malavita italoamericana sin dal 1931, quando prende il potere mediante l'eliminazione di una quarantina di avversari, nella cosiddetta notte dei Vespri siciliani. Nel 1946 il governatore Thomas E. Dewey lo spedisce in Italia. Lucky vive a Napoli una vita apparentemente tranquilla e ineccepibile, ma voci sempre ricorrenti lo accusano di essere l'ispiratore del traffico internazionale della droga.
Charles Siragusa (interpretato da se stesso), capo dell'Ufficio Europeo del Narcotic Bureau, tenta invano di smascherarlo. In un dibattito alle Nazioni Unite, si scontrano, causa Luciano, l'inquirente Harry J. Anslinger (Edmond O'Brien) e il delegato italiano, il quale gli rinfaccia che questi mafiosi sono stati rimandati in Italia proprio dal governo degli Stati Uniti. Inizia così un lungo flashback che mostra la "rinascita" della mafia durante la Liberazione: nella Napoli occupata dagli Alleati nel 1944 uno dei "compari" di Luciano, il gangster italo-americano Vito Genovese (Charles Cioffi), prospera con il mercato nero con la complicità del colonnello statunitense Charles Poletti (Vincent Gardenia). Dopo il dibattito all'ONU, la Guardia di Finanza, pressata dall'opinione pubblica internazionale, sottopone Lucky a pedinamenti, a perquisizioni e interrogatori. Ma egli la farà franca. Dagli Stati Uniti arriva Gene Giannini (Rod Steiger), gangster di lungo corso, convocato da Luciano che vuole sottoporgli un progetto di contrabbando ma, scoperto il suo doppio gioco con Siragusa, viene brutalmente assassinato. Luciano muore di infarto all'aeroporto di Napoli, portando con sé i suoi segreti.

## Produzione
Le riprese avvennero nel dicembre 1972 tra Genova, Napoli, Pollena Trocchia, Lercara Friddi e New York; le scene interne vennero realizzate presso gli studi della Vides Cinematografica a Roma.

## Distribuzione
La pellicola venne distribuita nelle sale cinematografiche italiane il 19 ottobre 1973. Negli Stati Uniti arrivò al cinema dal novembre 1974, con una prima a San Francisco il 24 luglio 1974.